# Nußloch
Nußloch è un comune tedesco di 10 793 abitanti, situato nel land del Baden-Württemberg, circa 10 km a sud della città di Heidelberg. Comprende nel suo territorio anche Maisbach.

## Storia
Nußloch si trova menzionata per la prima volta in un documento datato 31 dicembre 766. 
Con un atto di donazione registrato nel Lorscher Codex, custodito presso l'Abbazia di Lorsch, due coniugi devoti donano un vigneto di loro proprietà situato proprio nel territorio di Nußloch. 
Nel 1259 la città diventa ufficialmente parte del Palatinato.
Durante la Guerra dei Trent'anni, la popolazione viene praticamente decimata. La situazione risulta talmente desolante da indurre Carl Ludwig a condurre una campagna per il ripopolamento di questa area (dietro compenso in terreni e benefici economici).
Economicamente, soltanto dopo la guerra per il conseguimento dell'unità nazionale (1871) si registra un effettivo miglioramento, principalmente dovuto alla coltivazione del tabacco ed alla produzione di sigari.
La ricchezza del suolo, ed in particolare la presenza di miniere di ferro, argento e zinco, risulta sino alla fine del XIX secolo una delle principali fonti economiche. Ricchezza del suolo che tuttora svolge un ruolo importante per le riserve calcaree e l'industria del cemento.

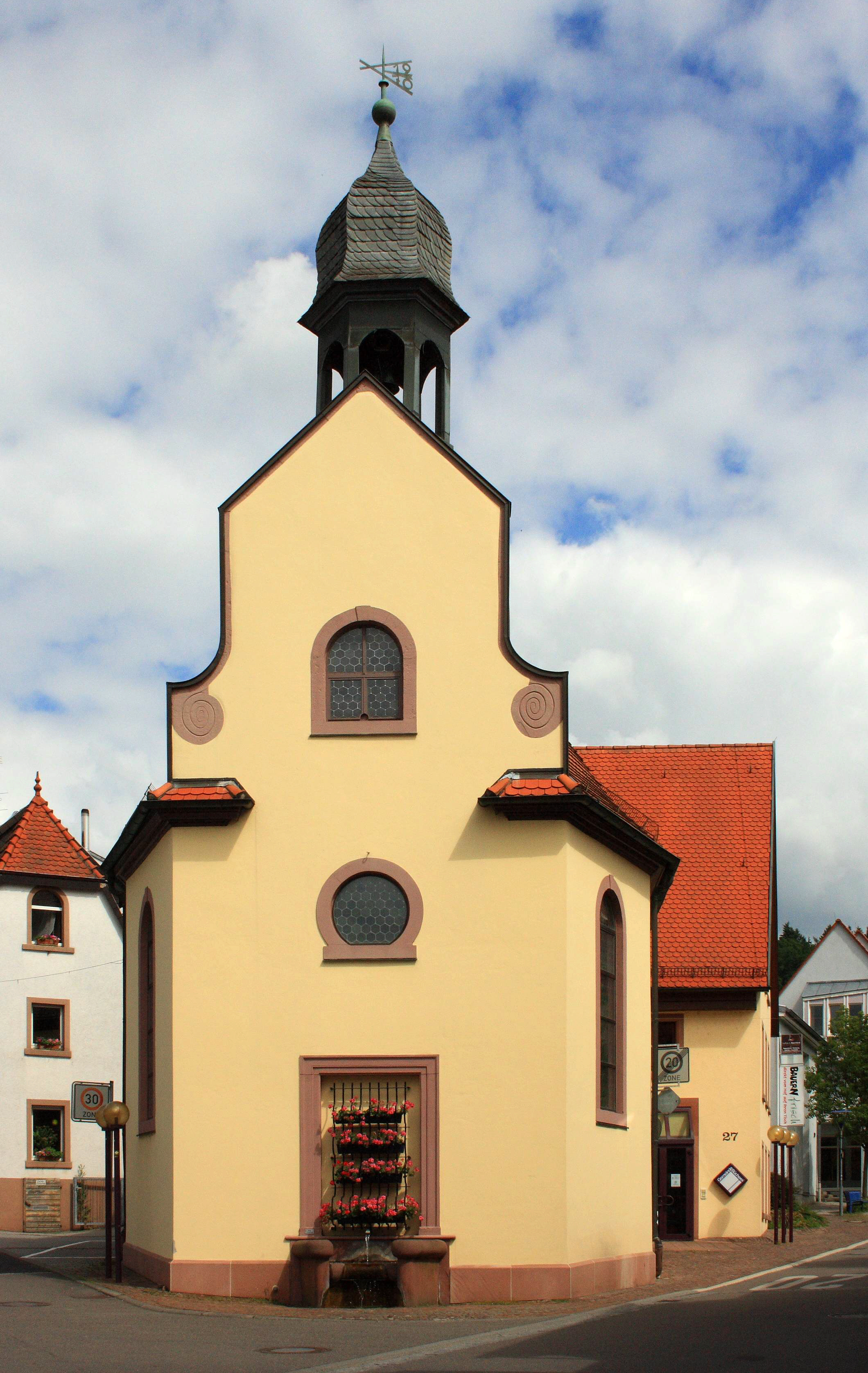
Storica Chiesa evangelica

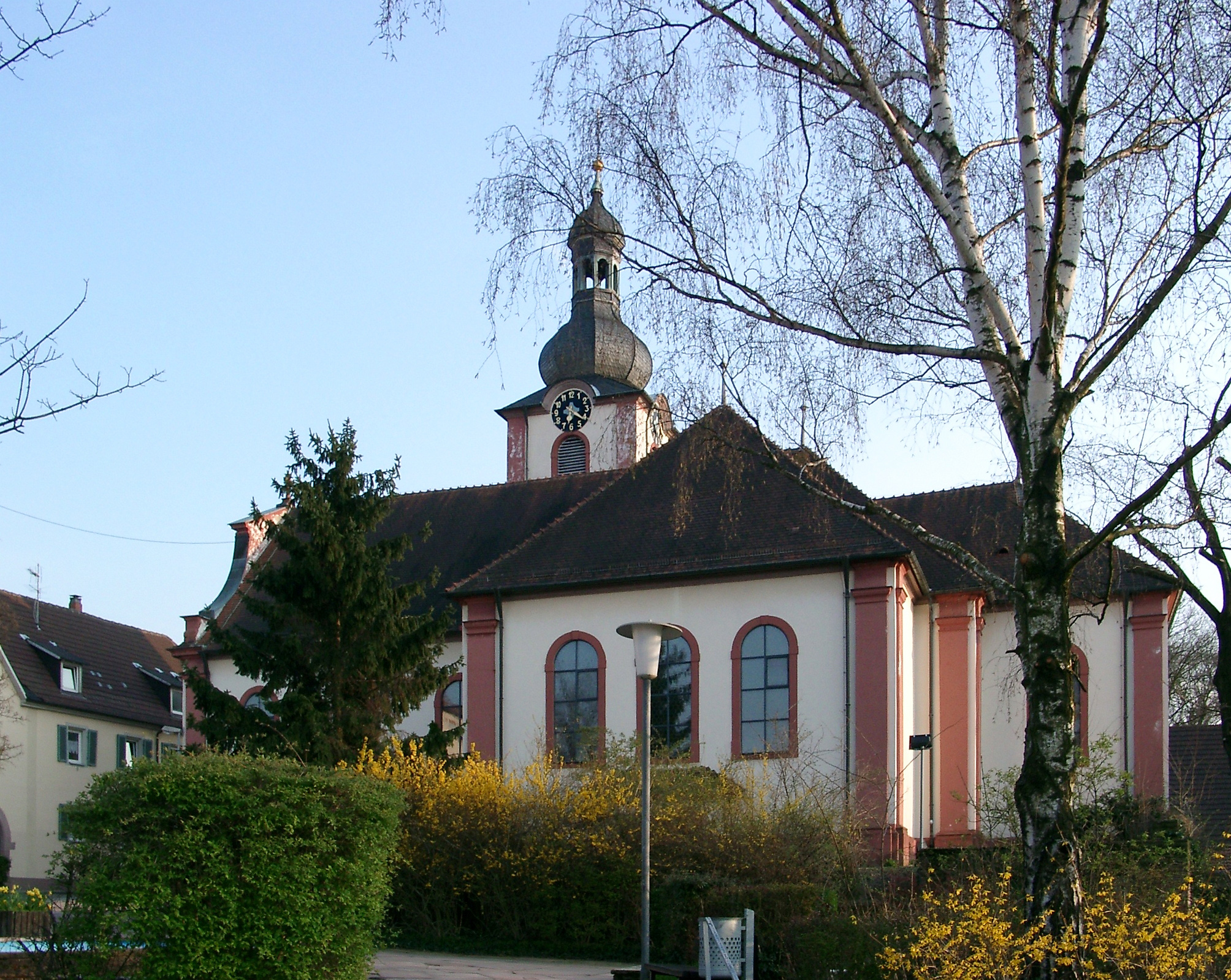
Chiesa cattolica di San Lorenzo

## Economia
- Betty Barclay (marchio di abbigliamento, accessori e prodotti per la cura del corpo) ha la sua sede principale a Nußloch[3]. L'azienda, fondata nel 1955, occupa circa 800 dipendenti (2009);
- Leica Microsystems, azienda specializzata in meccanica di precisione;
- Heidelberg Cement, azienda fondata nel 1873, presente in circa 40 paesi a livello internazionale.

## Amministrazione

### Gemellaggi
Nußloch è gemellata con le seguenti città:
- Andernos-les-Bains in Francia dal 1977
- Nagyatád in Ungheria dal 2000
- Segorbe in Spagna dal 2001